# Дуб звичайний велетень (Старовижівський район)
Дуб звичайний велетень — ботанічна пам'ятка природи місцевого значення. Об'єкт розташований на території Ковельського району Волинської області, ДП «Старовижівське ЛГ», Дубечненське лісництво (кв. 19, вид. 36).

Площа — 0,1 га, статус отриманий у 1972 році.
Охороняється окреме дерево дуба звичайного (Quercus robur) віком 545 років з ознаками всихання, що росте серед лісового масиву.

## Галерея

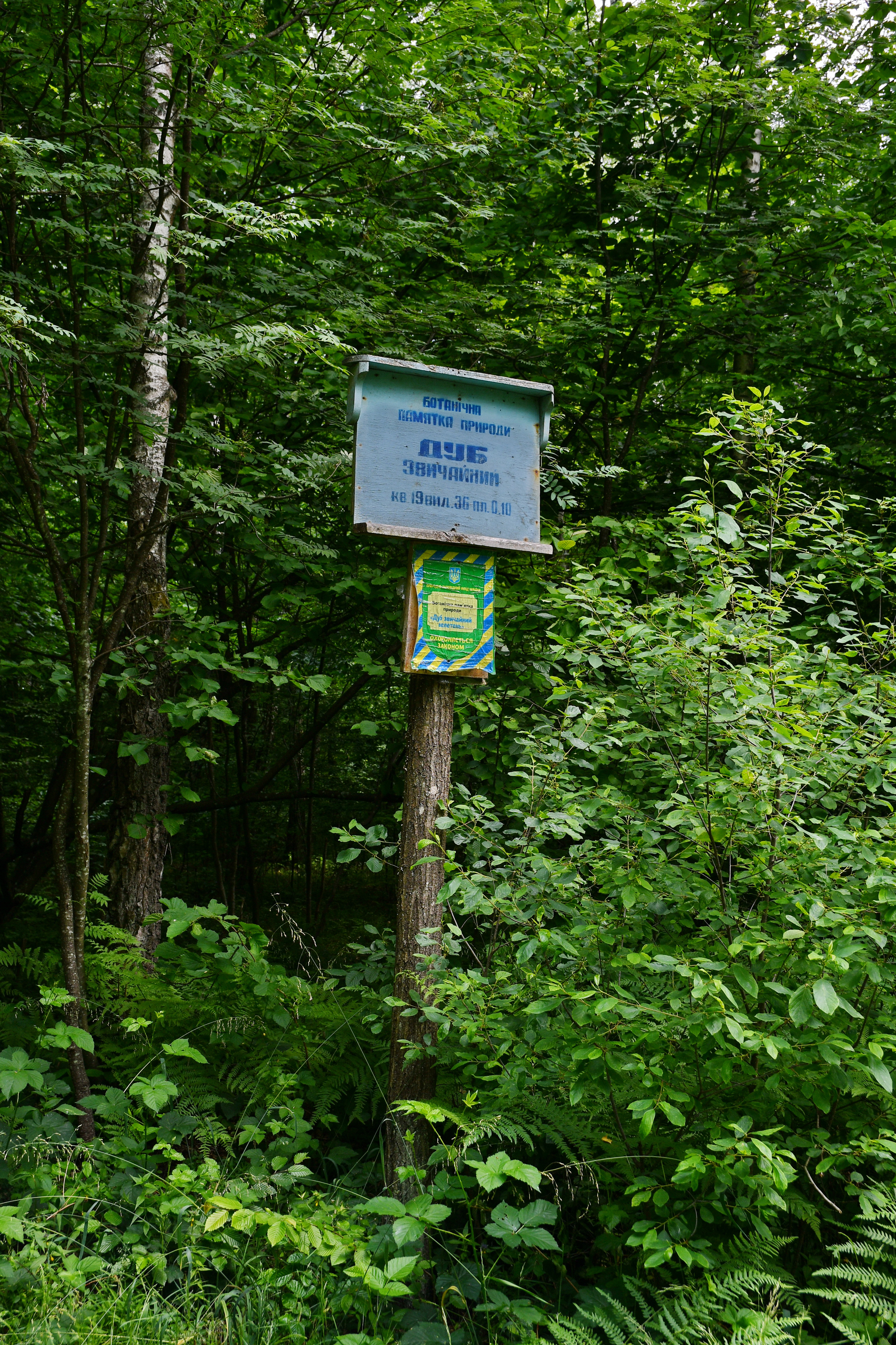
Охоронна дошка
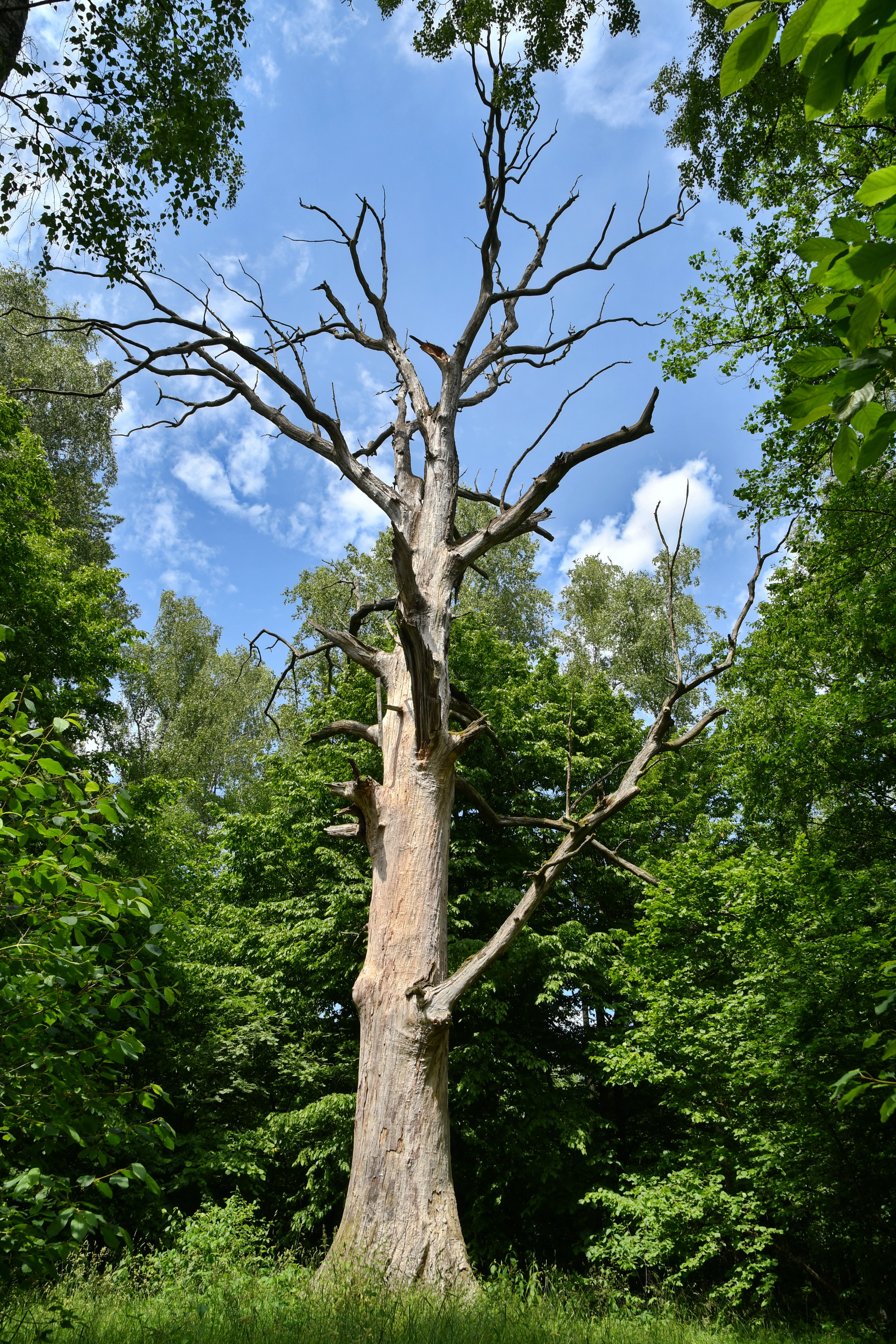
Загальний вигляд
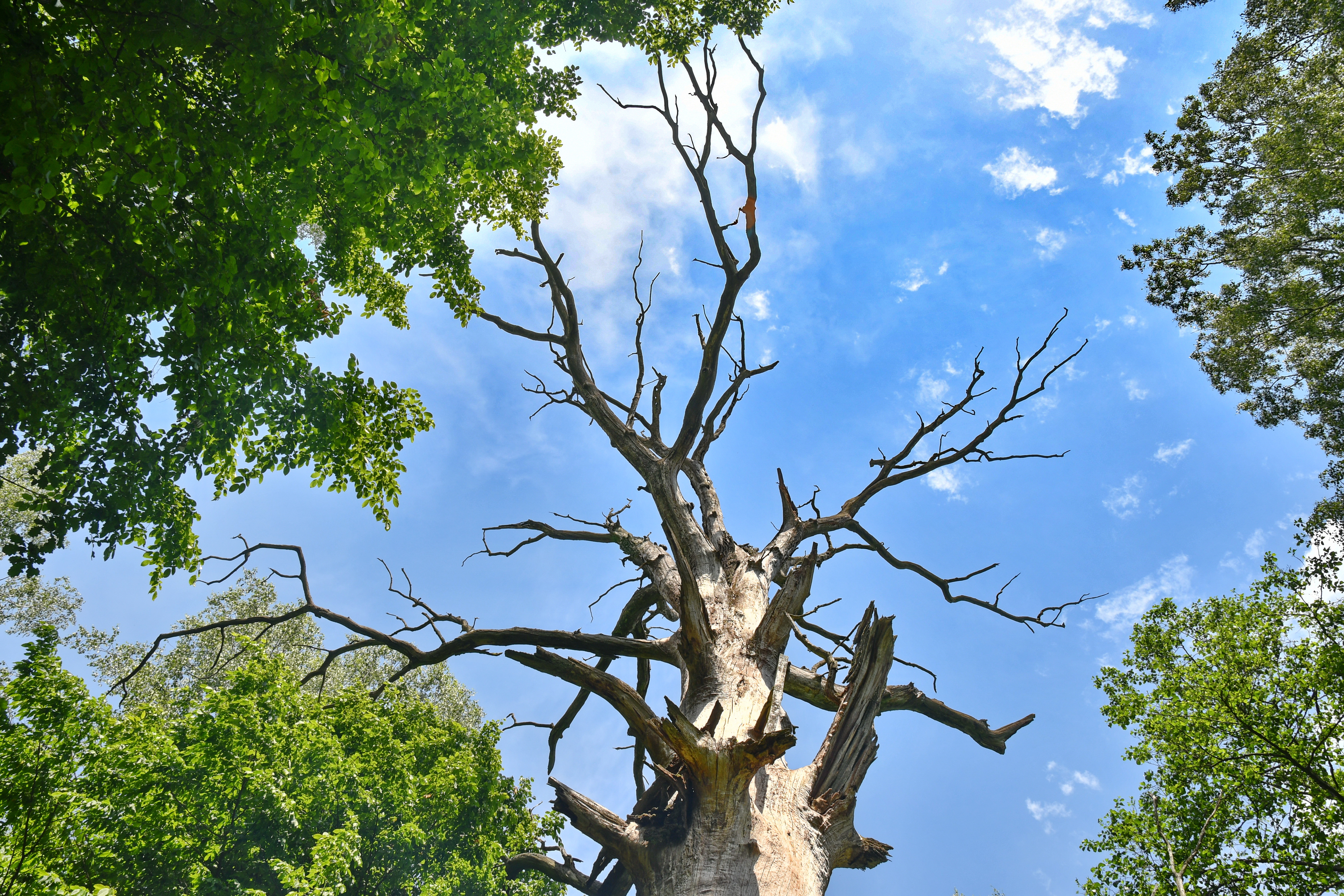
Верх дерева
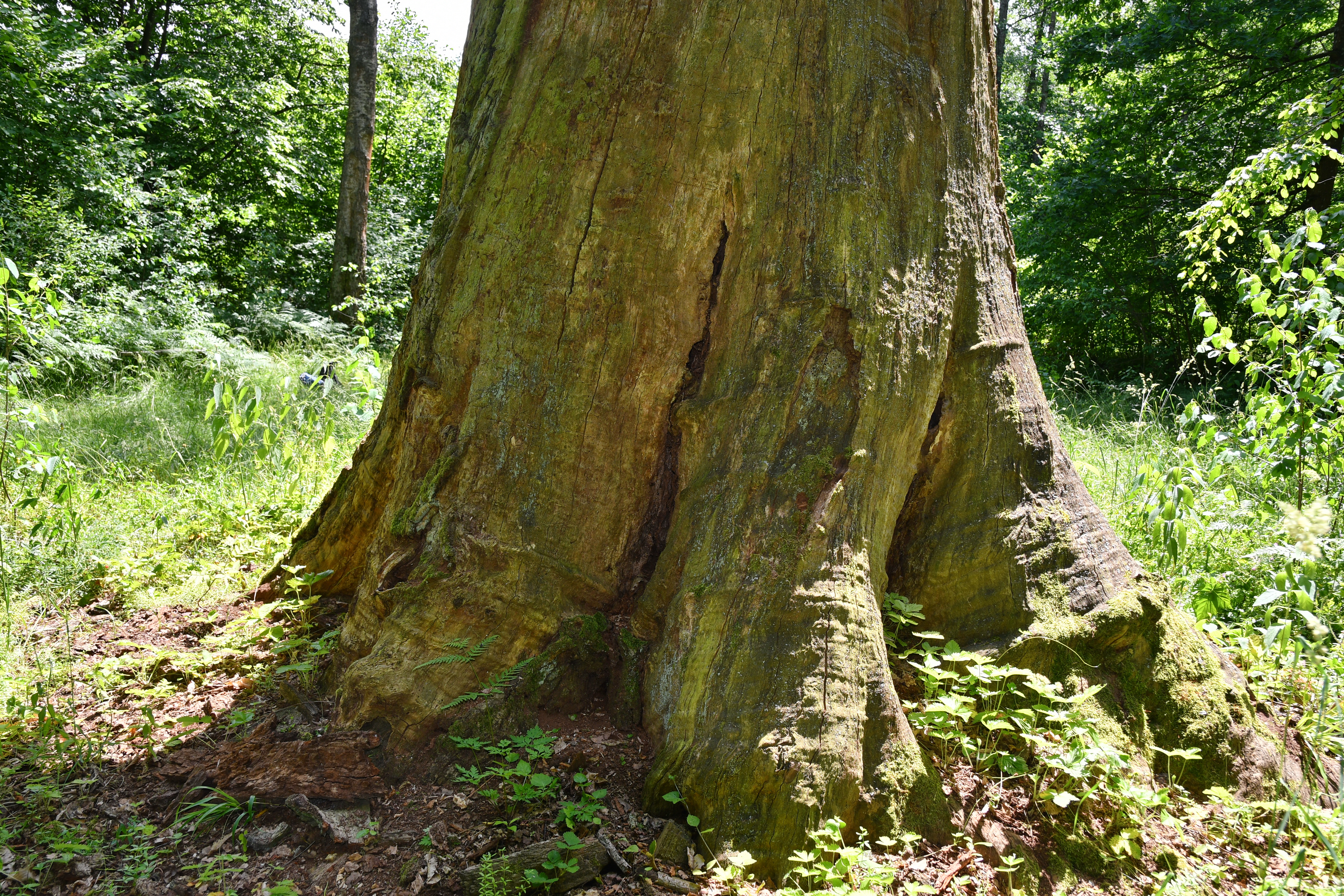
Низ дерева